# 娜杰日达·什科尔金娜
娜杰日达·瓦西里耶芙娜·什科尔金娜（羅馬化：Nadezhda Vasil'yevna Shkolkina；1970年5月12日—）是俄罗斯政治人物，第五届、第六届和第八届国家杜马代表。2010年，她获得了经济学副博士学位。
1992年至1998年，什科尔金娜在多家商业企业工作。2006年至2010年，她领导农业部公共委员会。2010年至2011年，她担任俄罗斯联邦公众院成员。 2007年，她加入统一俄罗斯党。2007年、2011年和2021年，什科尔金娜分别当选第五届、第六届和第八届国家杜马代表。
2013年，Dissernet指控什科尔金娜抄袭他人的科学候选人论文的部分内容。

## 制裁
什科尔金娜于2022年因俄乌战争而受到英国政府制裁。